# Będzie Dobrze
Będzie Dobrze – polski zespół grający reggae/hardcore punk.

## Historia
Powstał w 1989 w Ząbkowicach Śląskich założony przez wokalistę/gitarzystę Macieja „inż. Richtera” Flanka, basistkę Małgorzatę „Teklę” Tekiel i perkusistę Sławomira „Bodka” Lenczewskiego. W latach 1990–1991 grupa nagrała dwie kasety demo: I'm Freeman i Na bożą chwałę, których dystrybucją zajmowali się sami muzycy. W maju 1993 zespół zagrał po raz pierwszy w Warszawie w Ośrodku Kultury Ochoty, gdzie  zwrócił na siebie uwagę Roberta Brylewskiego co wkrótce zaowocowało współpracą – w należącym do Brylewskiego studiu „Złota Skała” przystąpiono do nagrań, które ukazały się w 1994 na kasecie Human Energy. Po nagraniu materiału Będzie Dobrze zagrało koncerty w Czechach, Słowacji oraz w  Niemczech. W kwietniu 1994 muzycy wystąpili w warszawskim klubie „Stodoła” poprzedzając Bad Brains. W czerwcu rozpoczęto prace nad nagraniem nowego materiału na kolejny album Open Your Mind (ponownie w studiu „Złota Skała”), który ukazał się w następnym roku. W 1996 zespół rozpadł się. Maciej Flank stworzył grupę Nowe Jerusalem, Tekiel natomiast trafiła do Püdelsów.
W 2003 grupa reaktywowała się w składzie: Flank, Lenczewski i Tomasz Koźlarek (gitara basowa).
Reedycja CD albumu Open Your Mind ukazała się w 1996, natomiast Human Energy (jako Human NRG) w 2004.

## Muzycy
- Maciej „inż. Richter” Flank – śpiew, gitara (1989–2006).
- Sławomir „Bodek” Lenczewski – perkusja, śpiew (1990–2006).
- Tomasz Koźlarek – gitara basowa (od 2003).

### Byli muzycy
- Małgorzata „Tekla” Tekiel – gitara basowa (1989–1996).
- Janusz Yano Wawrzała – śpiew, instr. perkusyjne (1989–1991)
- Piotr „Pepa” Gawryjolek – gitara.
- Wojtek Niezgoda – keyboard.
- Andrzej Rojek – backing vox.
- Andrzej Krehut – bass.
- Artur Golek – drums.
- Tomasz Musielski – gitara.
- Zbigniew Kukielka – baryton.
- Slawomir Golaszewski – klarnet.
- Remigiusz Bialas – mixing console.

## Dyskografia
- Human Energy (1994).
- Open Your Mind (1995).
- Open Your Mind vinyl (2015).
- Human Energy vinyl (2016).